# Sabana mesopotámica del Cono Sur
La ecorregión terrestre sabanas mesopotámicas del Cono Sur (en  inglés Southern Cone Mesopotamian savanna) (NT0909) es una georregión ecológica situada en el centro-este de América del Sur. Se la incluye entre las praderas y sabanas inundadas del neotrópico de la ecozona Neotropical.

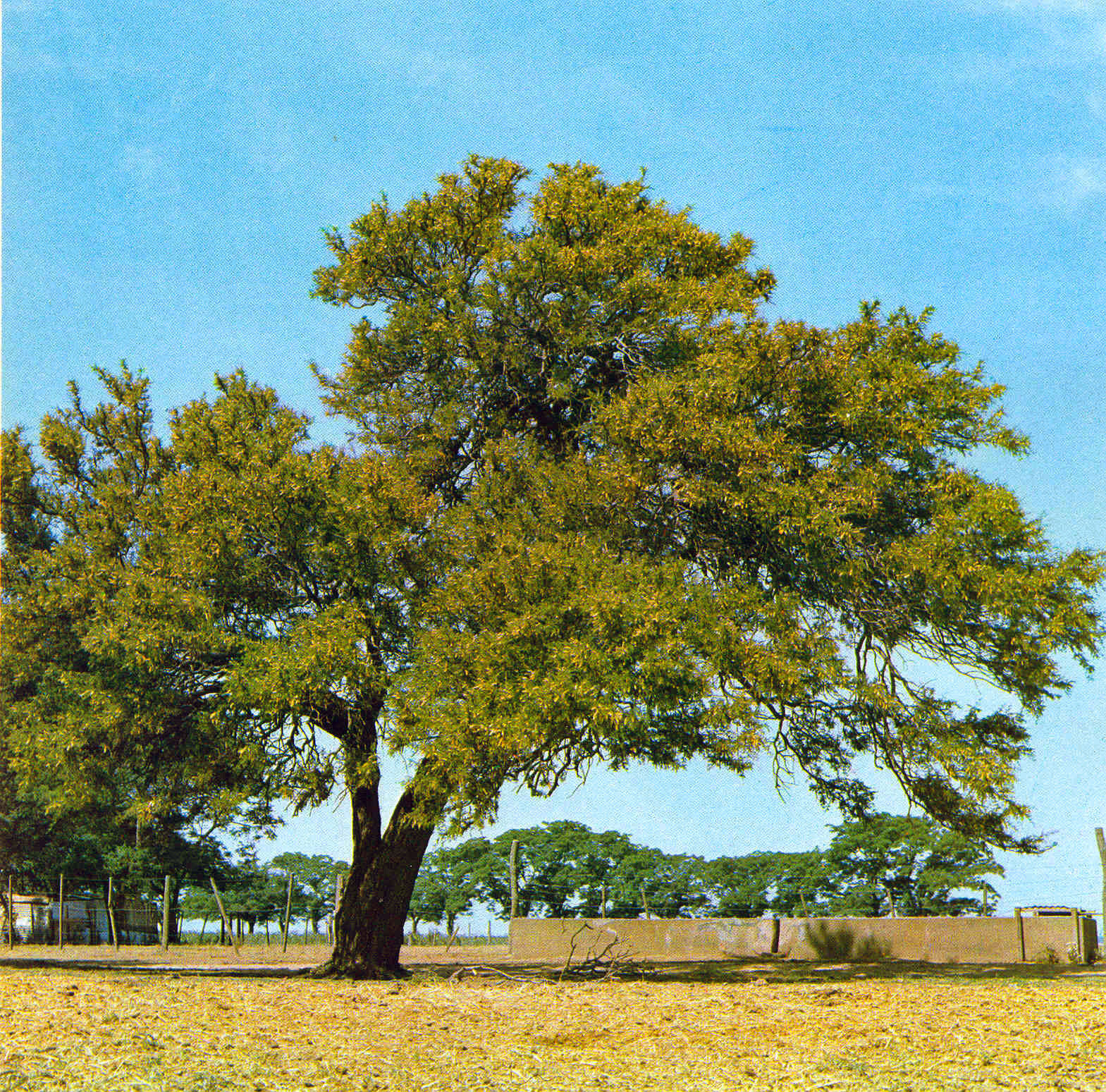
El ñandubay es una especie arbórea característica de esta ecorregión.

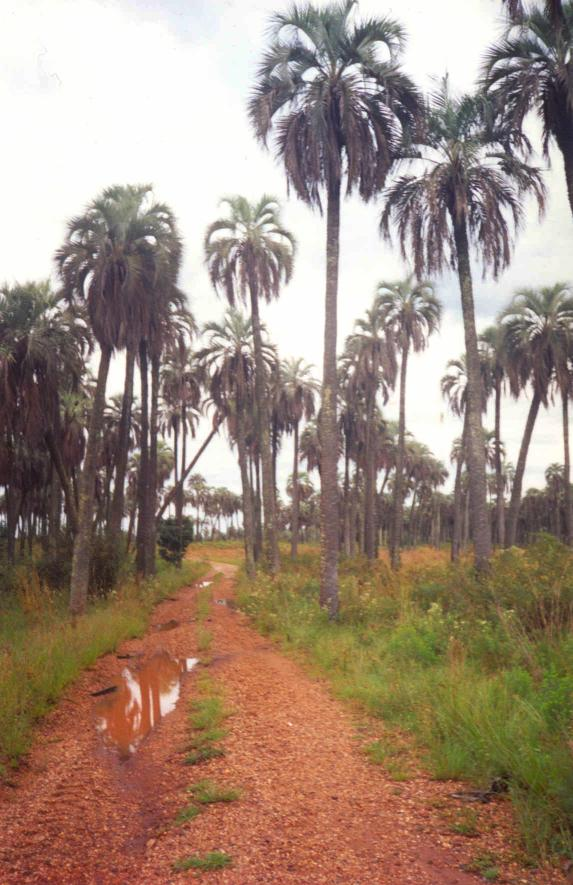
Ejemplares de Butia yatay en el parque nacional El Palmar, Entre Ríos Esta es una especie arbórea característica de esta ecorregión.

## Distribución

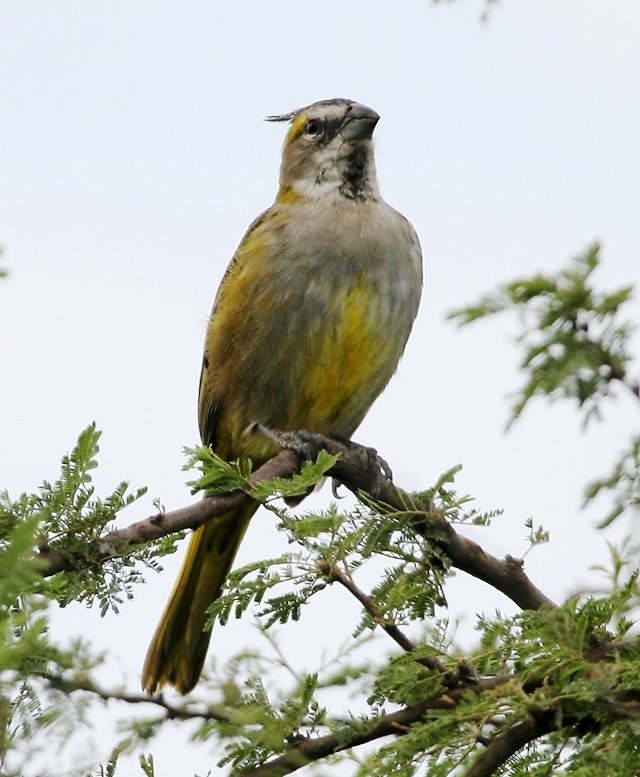
El cardenal amarillo es una especie de ave característica de esta ecorregión.

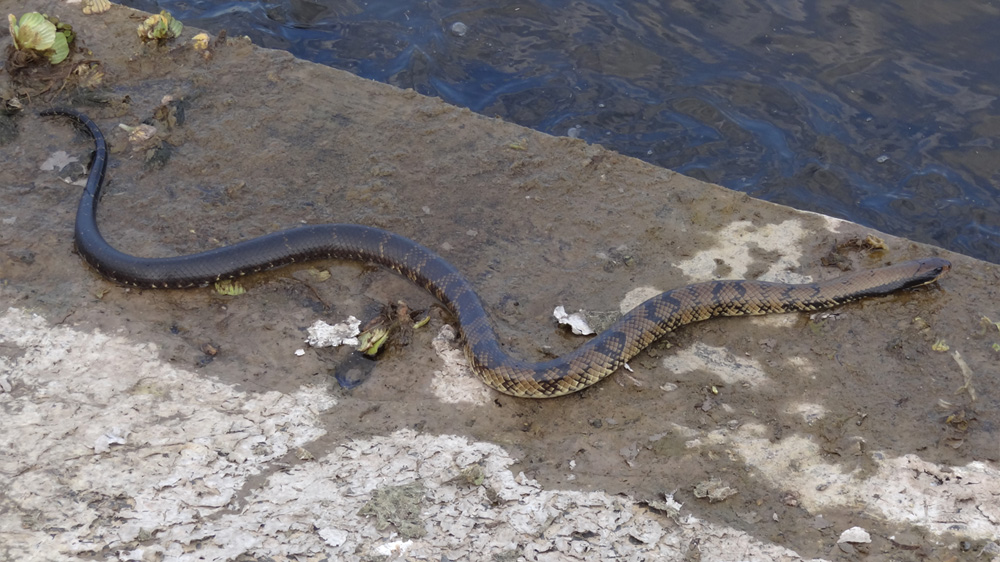
La ñacaniná es un reptil común en esta ecorregión.

Esta ecorregión se encuentra en el nordeste de la Argentina, en la región denominada mesopotamia, en gran parte de Entre Ríos, el centro y sur de Corrientes, y el sur de Misiones.
Si bien internacionalmente se unifica la ecorregión terrestre campos y malezales dentro de la ecorregión de las sabanas mesopotámicas, algunos especialistas (no solo argentinos) creen que pertenecen a ecorregiones distintas.
Posiblemente también se presente en el sur del Paraguay, el extremo occidental del estado de Río Grande del Sur, en el sur del Brasil, y algunos sectores occidentales del Uruguay.

### Flora
Fitogeográficamente, esta ecorregión no se corresponde con una única unidad fitogeográfica en particular. El sector nordeste, en el nordeste de Corrientes y el sur de Misiones, muestra formaciones de sabanas en su mayor parte, con pequeños sectores de selva clímax, y pertenece al distrito fitogeográfico de los campos y malezales  de la provincia fitogeográfica paranaense. El centro y sur de Corrientes y el área que abarca en Entre Ríos se incluye en el distrito fitogeográfico del ñandubay de la provincia fitogeográfica del espinal.

### Fauna
Mamíferos
Se presentan numerosas especies de mamíferos. En las costas de ríos se encuentra el carpincho, el lobito de río, la nutria roedora, etc. En los montes y sabanas son comunes la corzuela parda, el zorro gris, el zorro del monte, el gato montés, el yaguaroundí, el  aguará popé, el zorrino, el coatí, la comadreja overa, la comadreja colorada, el cuis común, varias especies de armadillo, y la vizcacha. Otros, en cambio, son muy raros por contar con poblaciones amenazadas o directamente extintas en esta ecorregión, por ejemplo el yaguareté austral, el puma del este de América del Sur, el pecarí de collar, el lobo gargantilla, etc. Aún mantiene algunos escasos rebaños el venado de las pampas chaqueño (Ozotoceros bezoarticus leucogaster).
Aves
Entre sus especies de aves destacan algunas amenazadas, por ejemplo el cardenal amarillo o el ñandú. Otras son comunes, por ejemplo el cardenal copete rojo, el carpintero lomo blanco, el carpintero blanco, el carpintero de los cardones, etc.
Reptiles
Los reptiles son variados en las proximidades de los ríos, donde se observan: tortuga pintada, tortuga de arroyo común, yacaré overo, etc. En el monte o las sabanas son comunes el lagarto overo, la yarará grande, las corales, la musurana (Boiruna maculata), y largas culebras como la ñacaniná.